# قصر الوطن (أبو ظبي)
قصر الوطن، هو القصر الرئاسي لدولة الإمارات العربية المتحدة، ويقع في أبو ظبي. افتتح للجمهور في مارس 2019.

## تاريخ
تم الانتهاء من بناء القصر في عام 2017.
في عام 2019، واحتفاءً بتراث الوطن، قرر الشيخ خليفة بن زايد آل نهيان (حاكم أبوظبي ورئيس دولة الإمارات العربية المتحدة) ومحمد بن زايد آل نهيان (ولي عهد أبوظبي ونائب القائد الأعلى للقوات المسلحة الإماراتية) افتتاح القصر للجمهور. كان القصر يستخدم فقط للأغراض الرسمية، حيث كان يستضيف بشكل رئيسي زعماء الدول الأجانب، ولاجتماعات المجلس الأعلى للبلاد والحكومة الإتحادية. وحتى بعد فتحه للجمهور، استمر استخدام القصر لهذه الأغراض.
افتتح القصر للجمهور في 11 مارس 2019، في حفل استضافه الشيخ محمد بن زايد ومحمد بن راشد آل مكتوم (نائب رئيس الدولة رئيس مجلس الوزراء حاكم دبي). في أغسطس، اختير القصر من قبل موقع السفر والسياحة التابع لشركة Hotel and Rest ضمن أفضل 20 معلمًا فنيًا وثقافيًا في العالم. وفي عام 2020، رشح قصر الوطن الرئاسي لجوائز السفر العالمية باعتباره معلم جذب سياحي ثقافي رئيس في الشرق الأوسط.

## التصميم الداخلي والخارجي

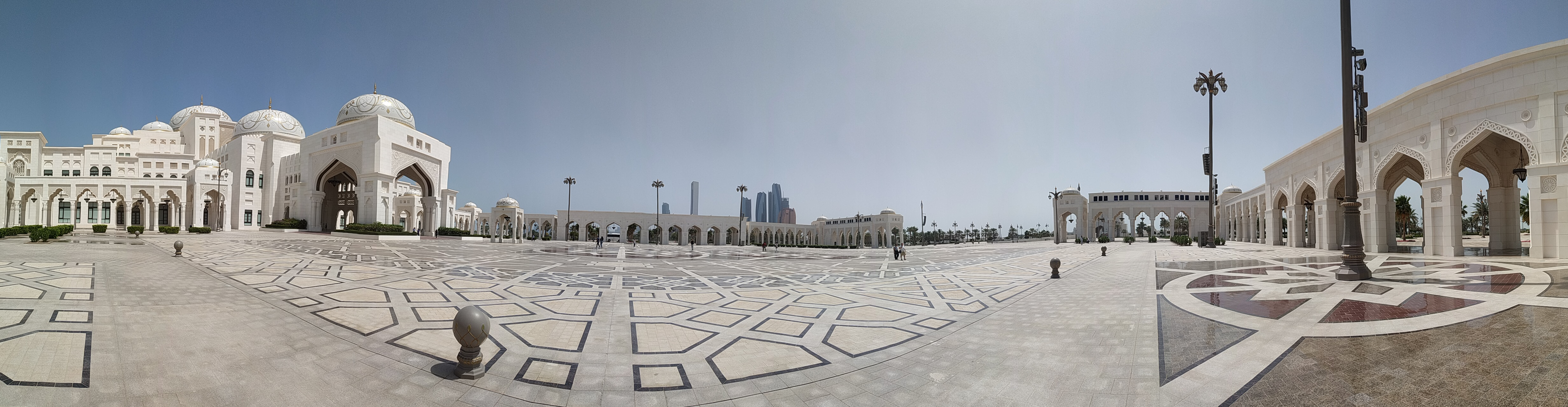
قصر الوطن في أبوظبي

بواجهة مصنوعة من الجرانيت الأبيض والحجر الجيري، صمم القصر الأبيض بشكل معقد وزخرفته بشكل معقد. ويضم قبة يبلغ قطرها 37 مترًا (121 قدمًا)، وثريا بها 350 ألف قطعة من الكريستال، وعدد من المقصورات. تقع القبة أعلى الغرفة المركزية المعروفة باسم "القاعة الكبرى" والتي يحيط بها جناحان من الشرق والغرب.

### الجناح الشرقي
يضم الجناح الشرقي "بيت المعرفة" حيث يتم تخزين عدد من القطع الأثرية وغيرها من الأشياء ذات الأهمية. تشمل الأغراض المخزنة هدايا مقدمة من مسؤولين زائرين من بلدان أخرى، ونصين دينيين في "بيت المعرفة": القرآن (بما في ذلك نسخة طبق الأصل من مخطوطة برمنغهام) والكتاب المقدس (بما في ذلك مزامير داود). بالإضافة إلى مكتبة تضم أكثر من 50 ألف كتاب توثق التاريخ الثقافي والاجتماعي والسياسي للبلاد.كما يضم إحدى أهم الأعمال الفنية (طاقة الكلام)، وهي عبارة عن مقولات مأثورة للشيخ زايد بن سلطان
يحتوي الجناح الغربي على قاعات تستخدم للأغراض الرسمية. وفيه غرفة تعرف باسم "روح التعاون"، حيث تستضيف اجتماعات مجلس الوزراء الإماراتي والمجلس الأعلى للاتحاد، إلى جانب قمم الهيئات الدولية مثل منظمة المؤتمر الإسلامي وجامعة الدول العربية ومجلس التعاون الخليجي. وفي أماكن أخرى تقام المآدب الخاصة بالمناسبات الرسمية إلى جانب الهدايا الدبلوماسية من الدول الأخرى.

### مجلس البرزة
مجلس مصمم من وحي الإرث الإماراتي و تعقد فيه اللقاءات الاجتماعية لمناقشة كافة الأمور المتعلقة بشؤون البلاد، وهو أكبر قاعات القصر بعد القاعة الكبرى، ويتسع لاكثر من 300 ضيفو يتميز تصميم المجلس بأعمدة الجرانيت البرازيلي والسجاد المصنوع من الصوف والحرير في تايلاند، بالإضافة إلى السقف المستوحى تصميمه من شكل الأيادي المتشابكة الذي يرمز إلى روابط التلاحم والتواصل

## مكتبة قصر الوطن
يعد قصر الوطن من بين المقرات الرئاسية القليلة في العالم التي تفتح أبوابها أمام الزوار ويحتوي على مكتبة كبيرة تحتضن مصادر متنوعة للعلم والمعرفة في مختلف المجالات والتي تم جمعها على مدى أكثر من 35 عام. وإلى جانب المجموعة الكبيرة من الكتب والمصادر التي توفرها المكتبة تقام فيها سلسلة مبادرات مجتمعية كحلقات النقاش والعروض الموسيقية بهدف التحفيز على الحوار والتبادل المعرفي.
تقدم مكتبة قصر الوطن تجربة متكاملة للقراء، إذ تتوفر المصادر باللغتين العربية و الإنكليزية وعدة لغات أخرى، وهي تشمل الكتب المطبوعة والألكترونية و الصوتية والبصرية والمجلات الدورية والوسائط المتعددة والرسائل الجامعة وغيرها.

## الفعاليات
يشهد قصر الوطن تنظيم معارض تفاعلية عديدة تتناول جوانب مختلفة من الثقافة والتاريخ لتثري الحصيلة الفكرية للزوار ولتعزز القيم المعرفية بتاريخ وثقافة العالم العربي كما يمكن لزوار القصر كذلك التجوّل في حدائقه الخارجية ومتابعة العرض الصوتي والضوئي الذي يمكن مشاهدته على مبنى القصر من الخارج.

## الجوائز
من أهم الجوائز التي حصل عليها قصر الوطن :
- وجهة الجذب السياحية الثقافية الرائدة في الشرق الأوسط 2024

- حصل قصر الوطن على جائزة الوجهة السياحية 'الأفضل على الإطلاق' والتي يتم منحها لأفضل 1% من الوجهات السياحية في منطقة الشرق الأوسط وشمال أفريقيا في تصنيف تريب أدفايزر.

- جائزة ستيفي البرونزية - جائزة الأعمال الدولية - فئة الفعاليات الثقافية

- أفضل وجهات الجذب السياحية في الإمارات

- أفضل وجهة سياحية من اللازم زيارتها (على مستوى الدولة)عام 2023

- وجهة الجذب السياحية الثقافية الرائدة في الشرق الأوسط 2023

## طابع بريدي تذكاري
أطلقت مجموعة بريد الإمارات طوابع بريدية تذكارية احتفالاً ب«قصر الوطن»ويصور الطابع الجديد القبة الرئيسية ا للقصر، ويعكس إبداع وجماليات فنون العمارة العربية والثقافة الإسلامية من خلال الأنماط والزخارف الهندسية الفريدة التي يمتاز بها.

## معرض الصور

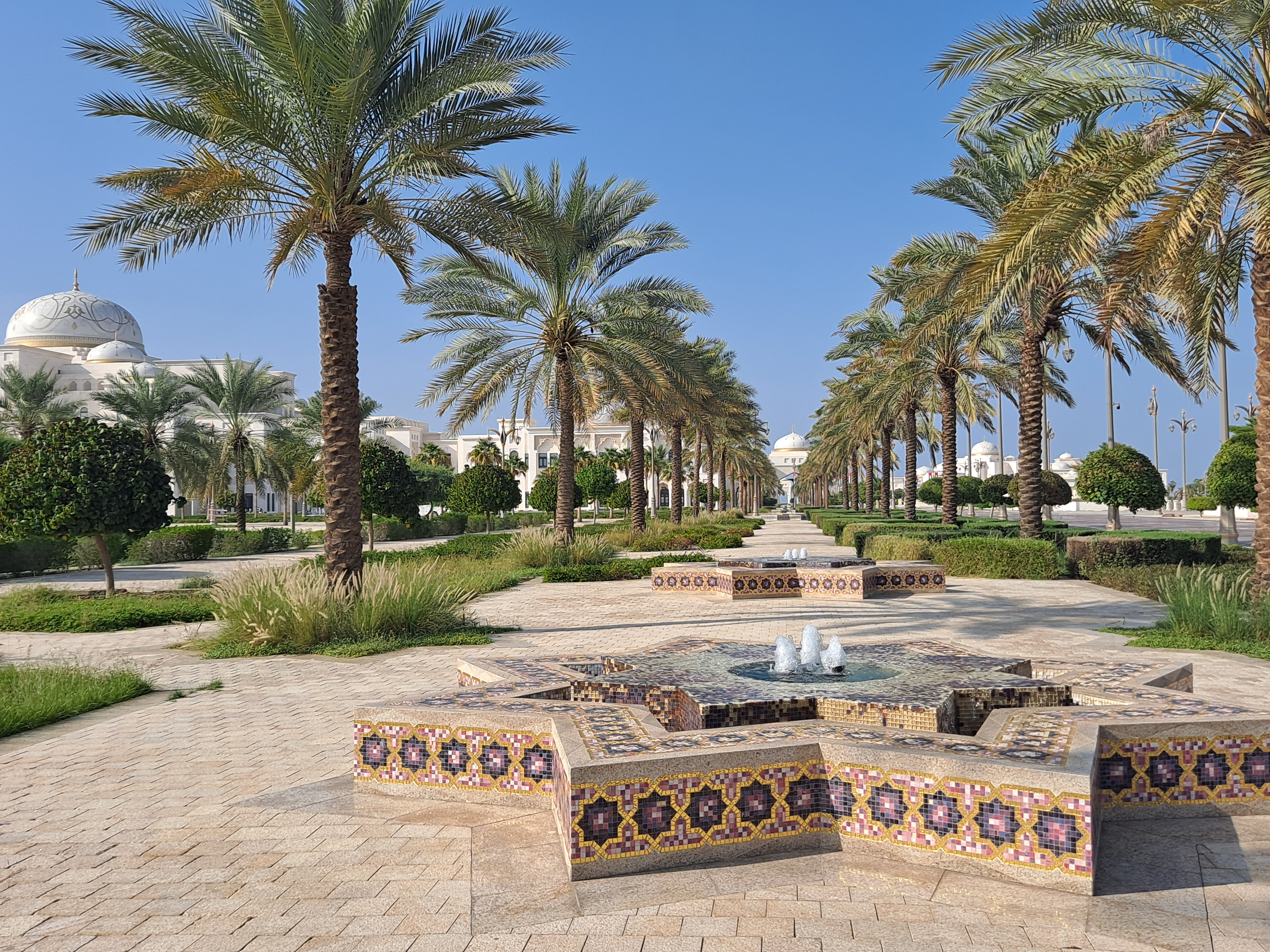
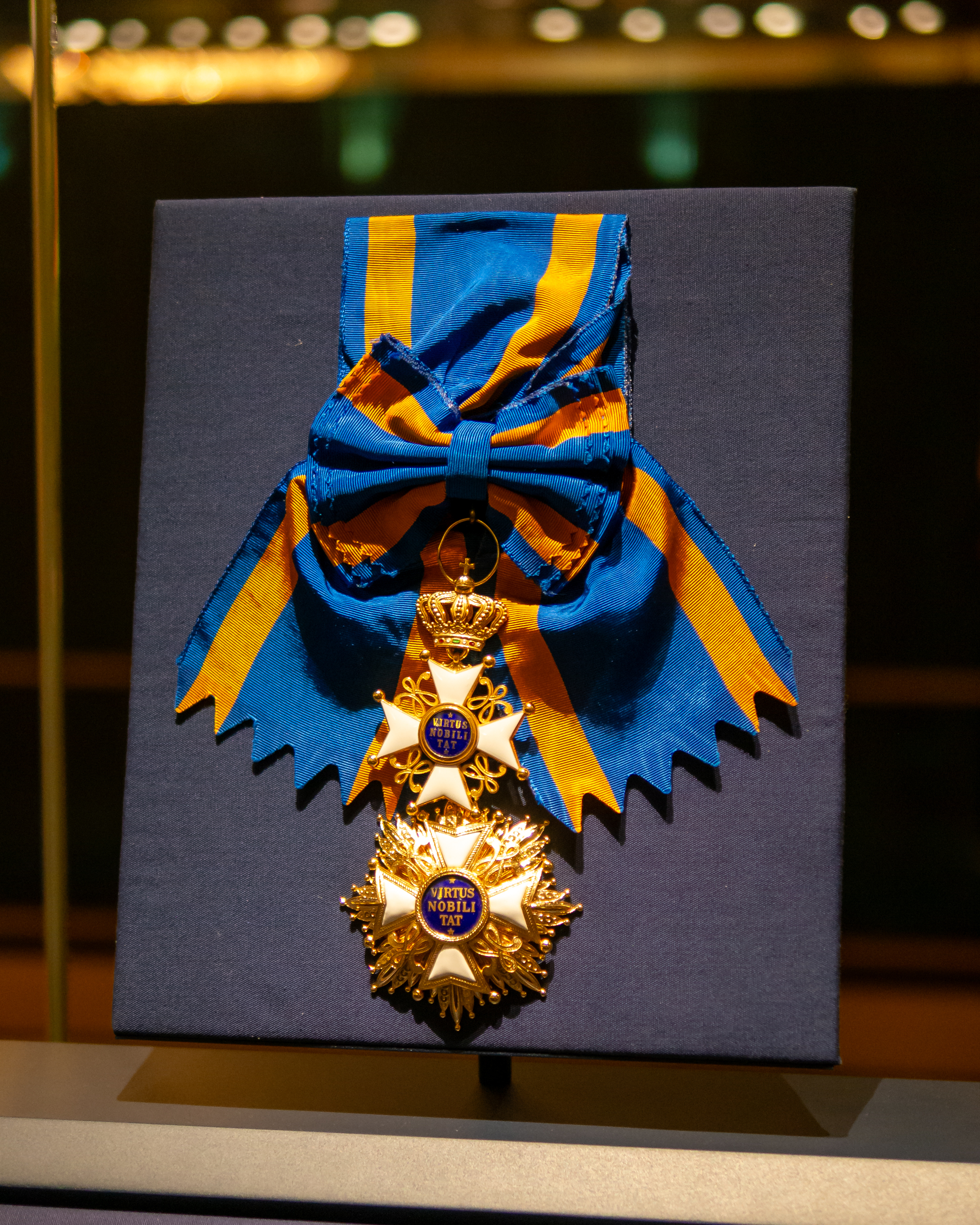
من مقتنيات قصر الوطن
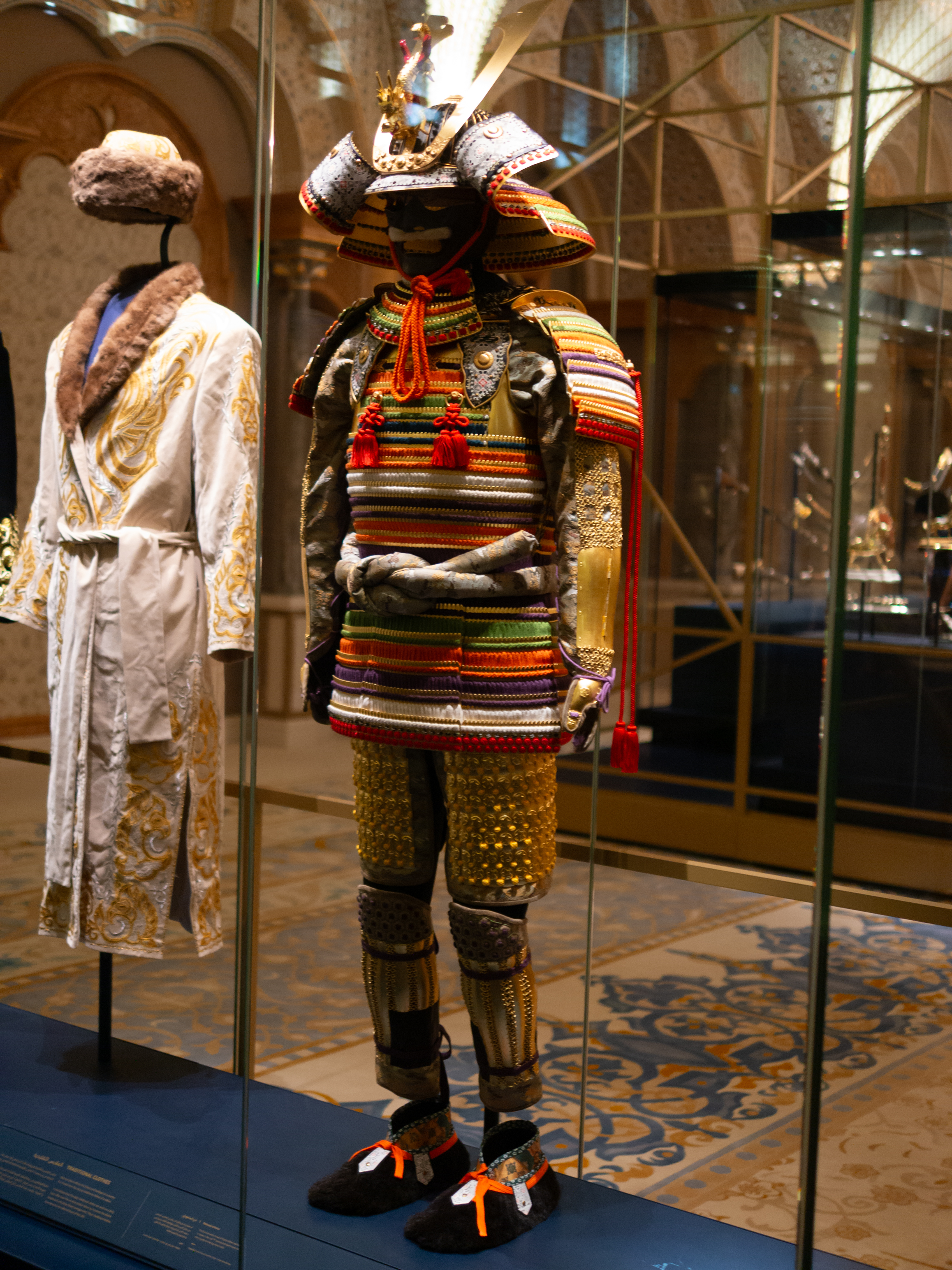
من مقتنيات قصر الوطن
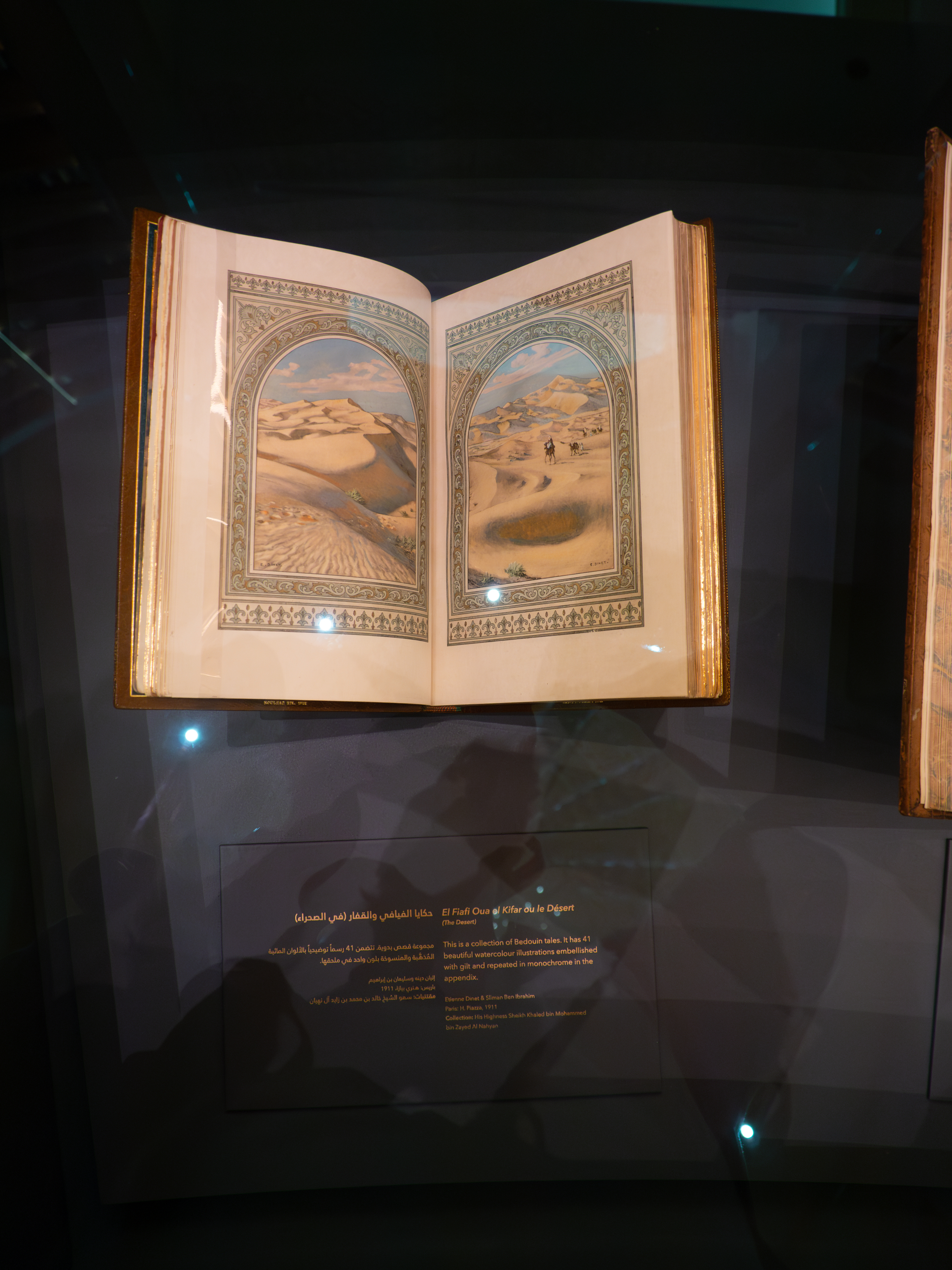
من مقتنيات قصر الوطن
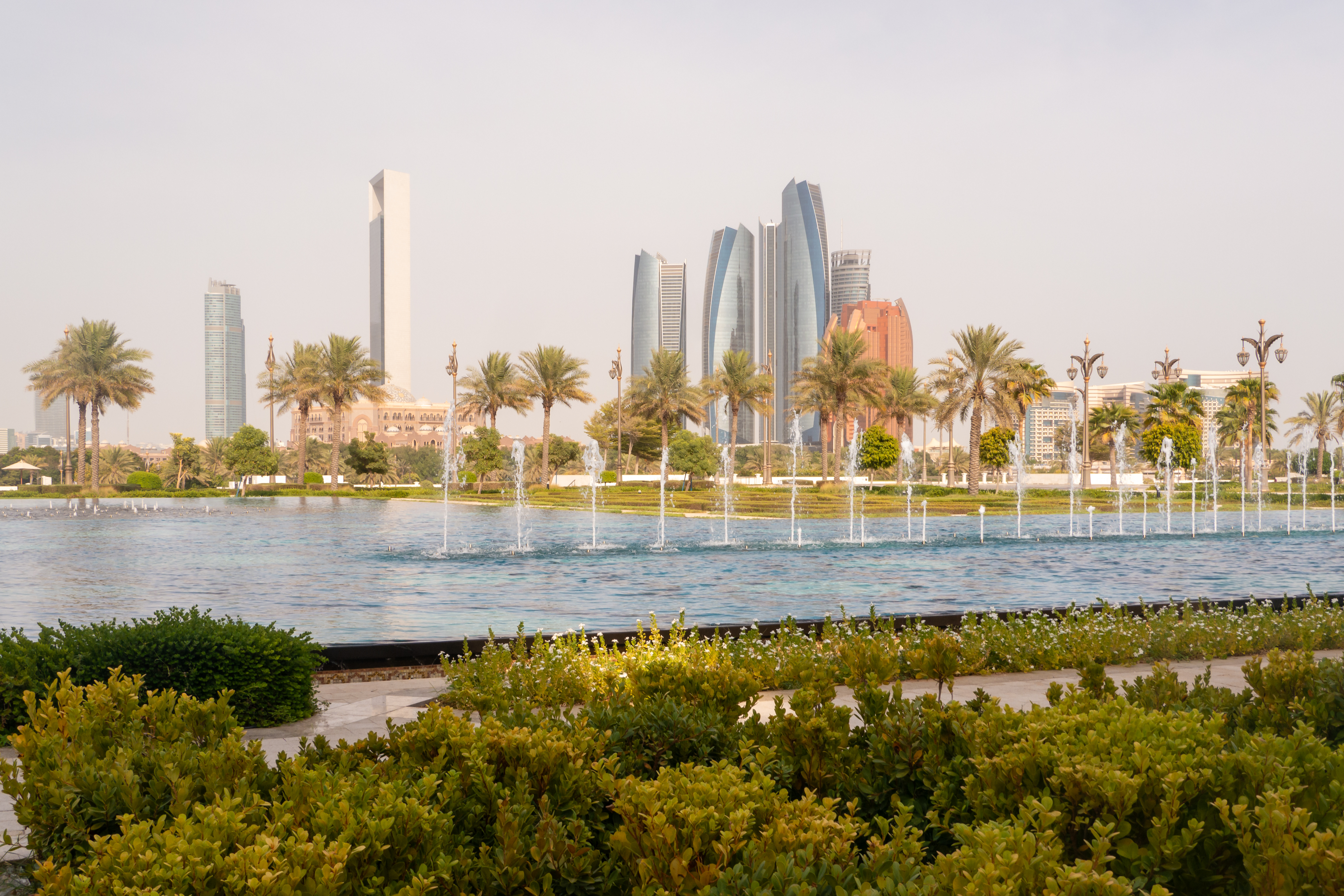
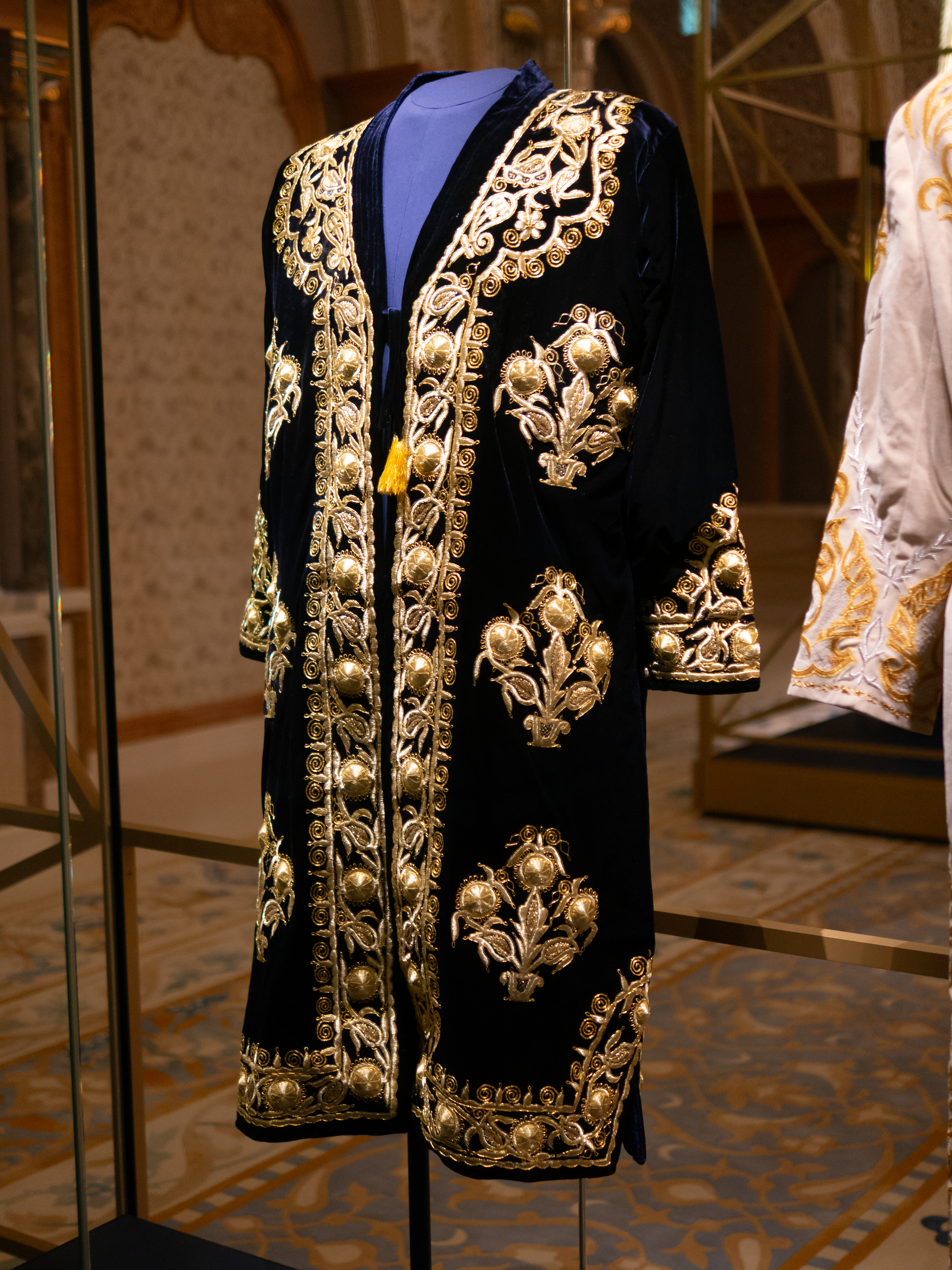
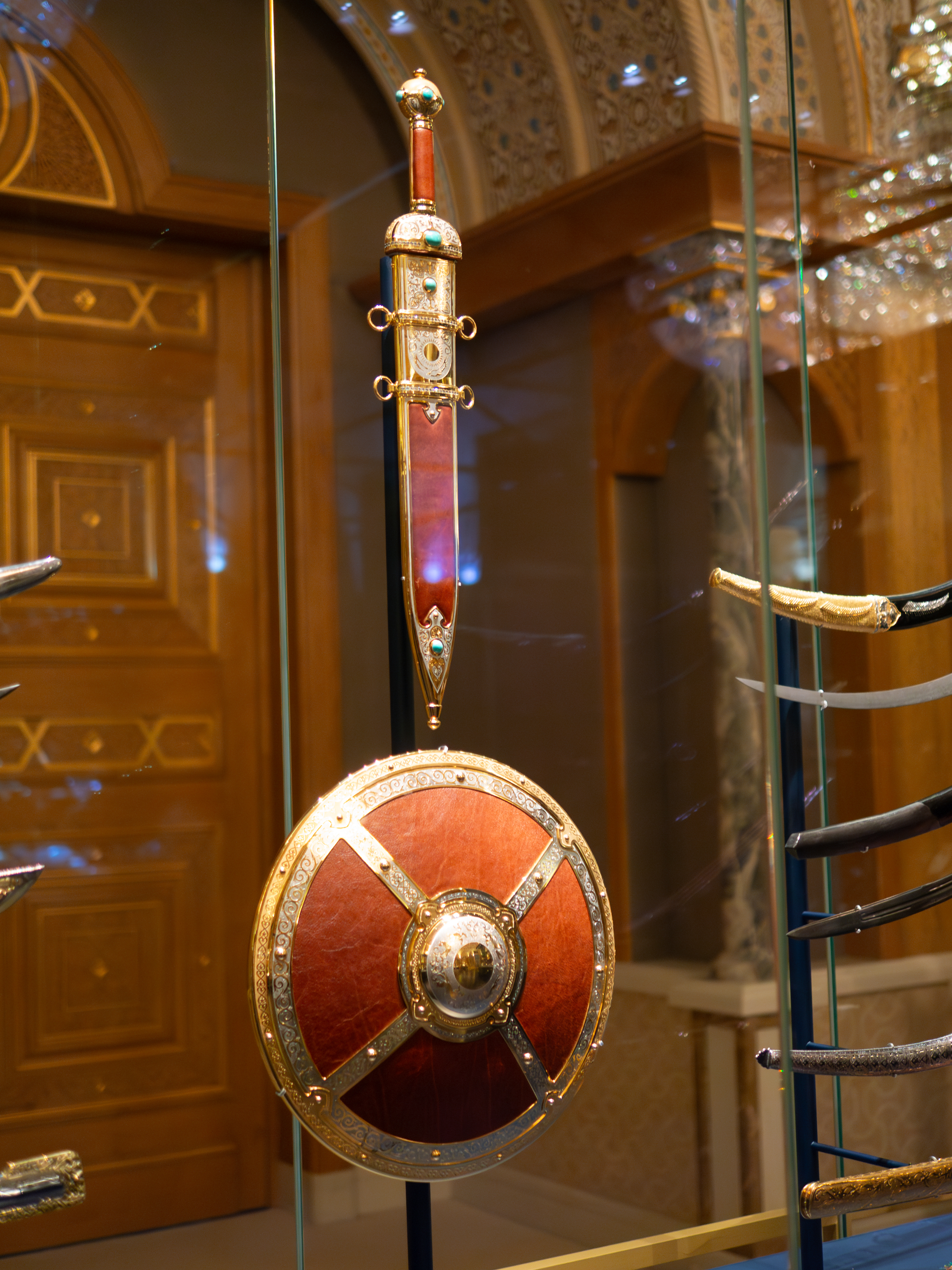
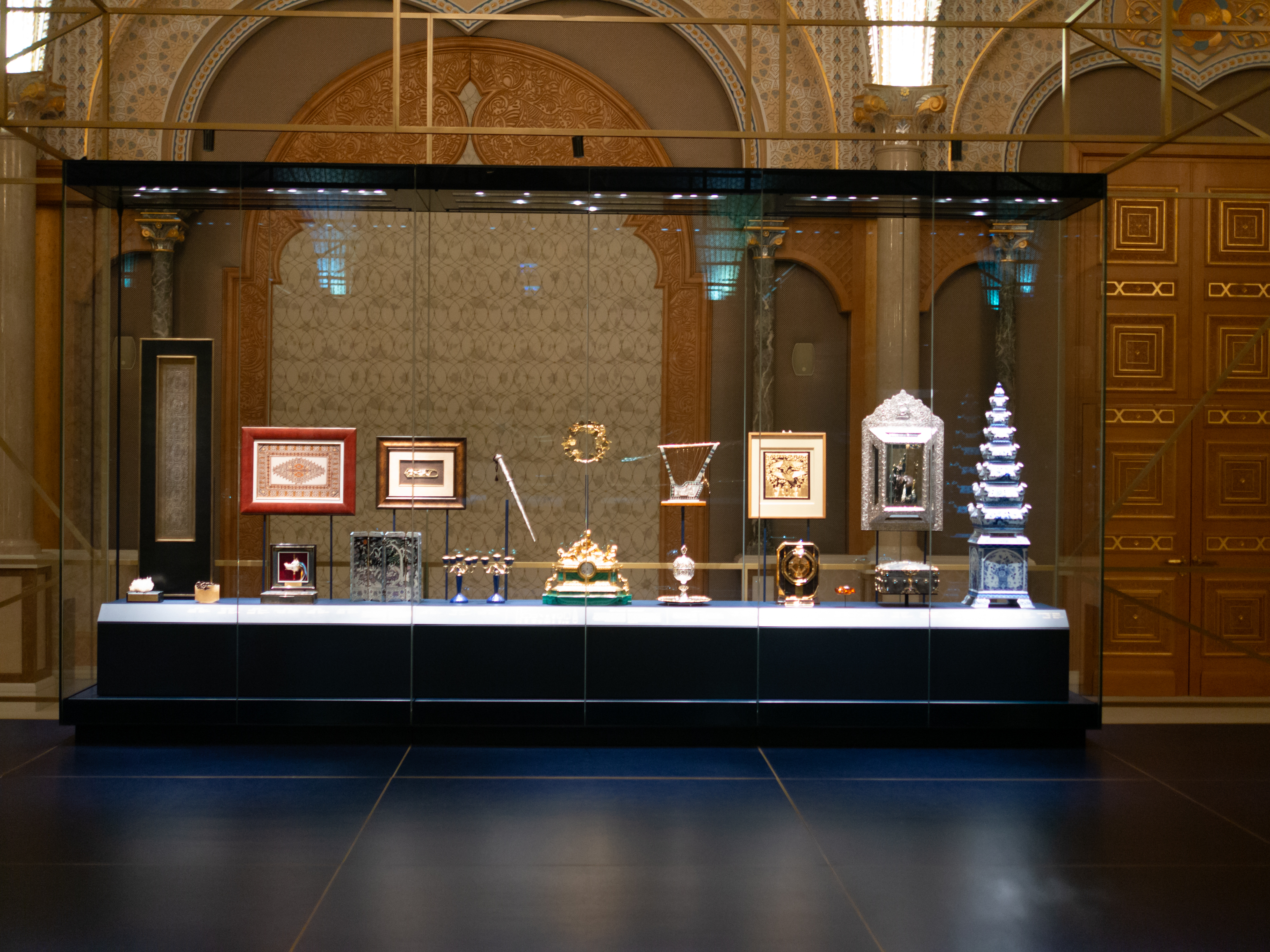

## انظر ايضاًً
- قائمة قلاع وحصون الإمارات
- قصر الحصن